# Vecklarspinnare
Vecklarspinnare (Gluphisia crenata) är en fjärilsart som beskrevs av Eugen Johann Christoph Esper 1785. Vecklarspinnare ingår i släktet Gluphisia och familjen tandspinnare. Arten är reproducerande i Sverige. Inga underarter finns listade i Catalogue of Life.

## Bildgalleri

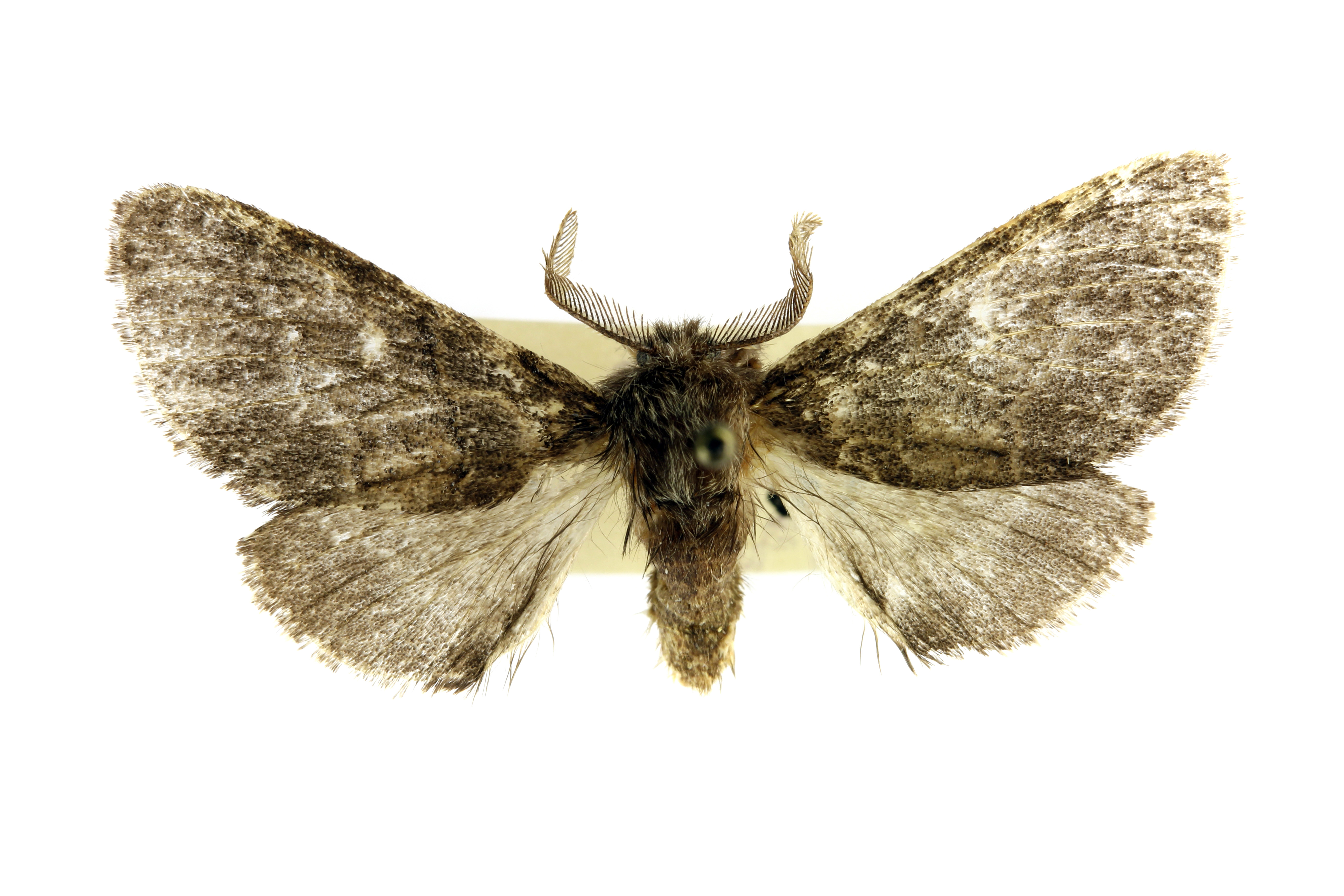
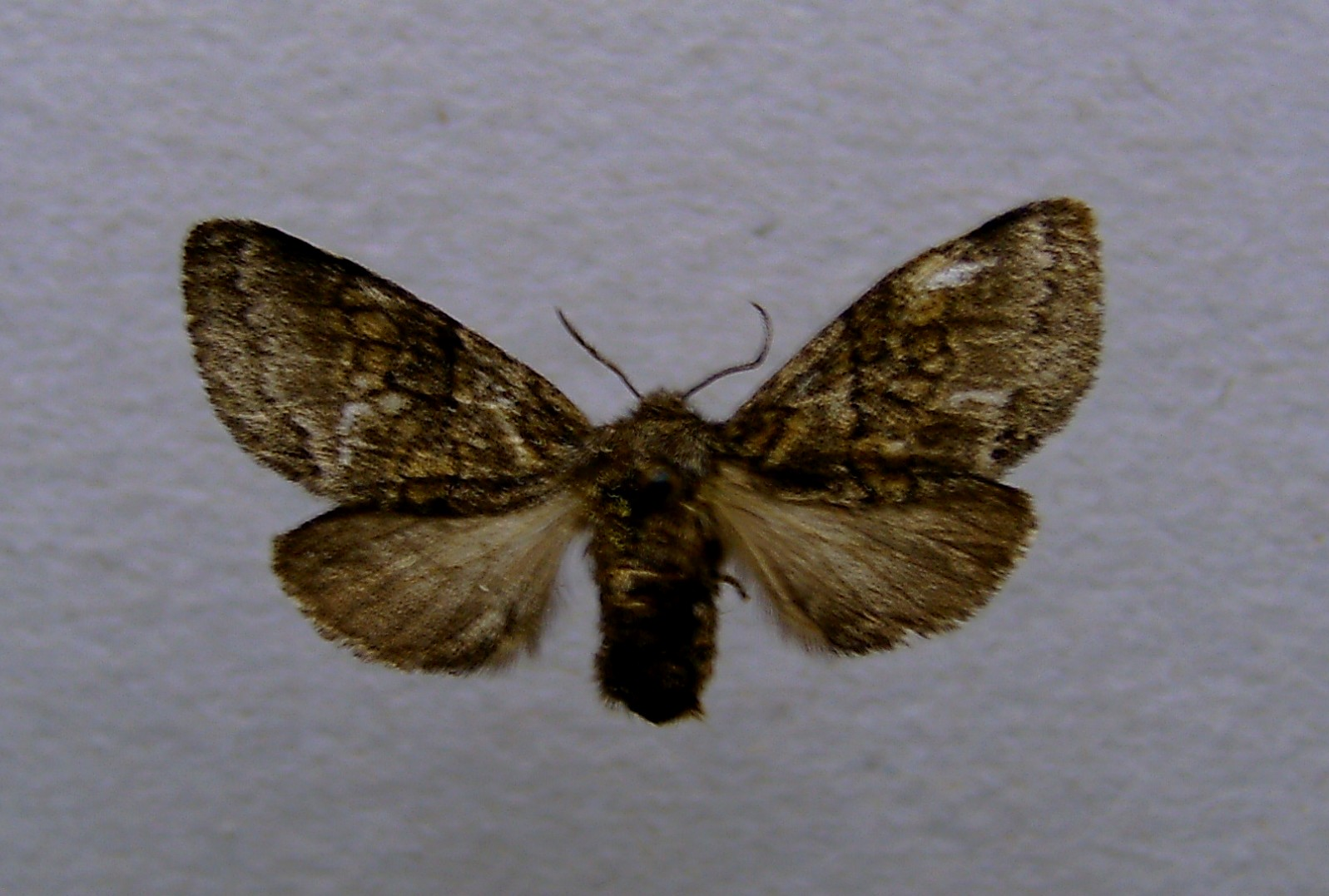
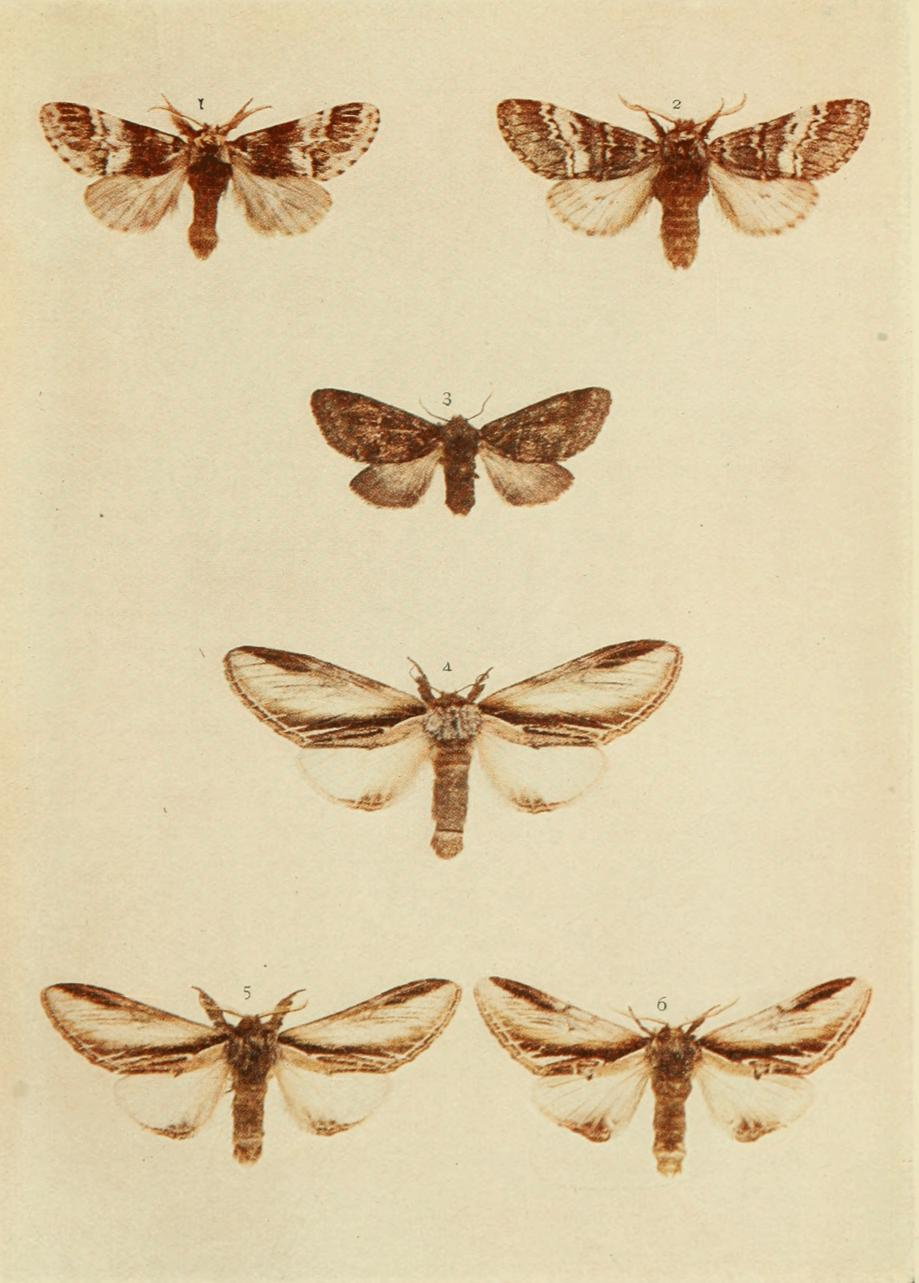